# Wydział Elektroniki Wojskowej Akademii Technicznej
Wydział Elektroniki Wojskowej Akademii Technicznej – jedna z jednostek organizacyjnych Wojskowej Akademii Technicznej.

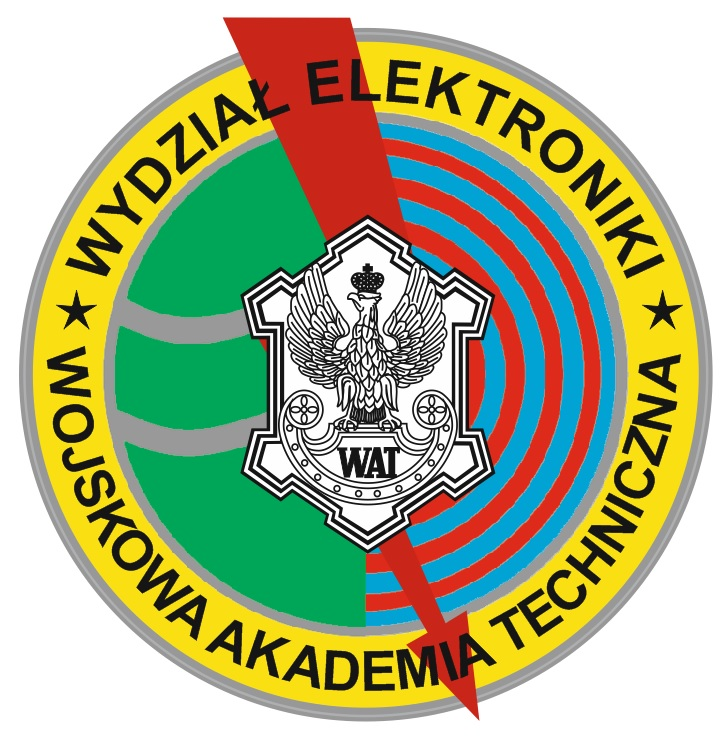
Logo Wydziału Elektroniki

Wydział Elektroniki jest największą jednostką organizacyjną Wojskowej Akademii Technicznej; zarówno pod względem liczby osób studiujących na studiach dziennych, jak i pod względem zakresu realizowanych prac naukowo-badawczych. Powstał w 1951 roku jako jeden z pierwszych wydziałów uczelni.

## Kierownictwo wydziału
- Dziekan Wydziału: płk dr hab. inż. Jan Kelner, prof. WAT
- Zastępca Dziekana: płk dr inż. Jarosław Bugaj
- Prodziekan ds. Naukowych: dr hab. inż. Tadeusz Sondej, prof. WAT
- Prodziekan ds. kształcenia i rozwoju: dr inż. Wiktor Olchowik
- Prodziekan ds. Studenckich: dr inż. Ewelina Majda-Zdancewicz
- Kierownik Administracyjny: mgr inż. Andrzej Wiśniewski
- Kierownik Dziekanatu: mgr Anna Łasica

## Struktura wydziału
- Instytut Systemów Elektronicznych. ise.wel.wat.edu.pl. [zarchiwizowane z tego adresu (2021-06-24)].
  - Zakład Obwodów i Sygnałów Elektrycznych
  - Zakład Eksploatacji Systemów Elektronicznych
  - Zakład Systemów Informacyjno – Pomiarowych
- Instytut Radioelektroniki
  - Zakład Systemów Radioelektronicznych
  - Zakład Teledetekcji
  - Zakład Mikrofal
- Instytut Systemów Łączności
  - Zakład Systemów Telekomunikacyjnych
  - Zakład Radiokomunikacji
  - Zakład Techniki Cyfrowej
- Laboratorium Kompatybilności Elektromagnetycznej (LAB-KEM). wel.wat.edu.pl. [zarchiwizowane z tego adresu (2021-06-24)].

## Kierunki
Wydział kształci studentów na 3 podstawowych kierunkach:
- Elektronika i Telekomunikacja
- Technologie Elektroniczne i Telekomunikacyjne
- Energetyka
- Biocybernetyka i Inżynieria Biomedyczna

### Elektronika i Telekomunikacja
- Studia I stopnia inżynierskie – 7 semestrów, w specjalnościach:
  - inżynieria systemów bezpieczeństwa
  - systemy cyfrowe
  - systemy informacyjno-pomiarowe
  - systemy radioelektroniczne
  - systemy teledetekcyjne
  - systemy bezprzewodowe
  - systemy i sieci telekomunikacyjne

- Studia II stopnia magisterskie – 3 semestry, w specjalnościach:
  - inżynieria systemów bezpieczeństwa
  - systemy cyfrowe
  - systemy informacyjno-pomiarowe
  - systemy radioelektroniczne
  - systemy teledetekcyjne
  - systemy teleinformatyczne
  - systemy telekomunikacyjne

- Jednolite Studia Magisterskie (studia wojskowe, magister inżynier) w specjalnościach:
  - eksploatacja systemów łączności
  - rozpoznanie i zakłócanie elektroniczne
  - radionawigacja
  - radiolokacja
  - metrologia

### Energetyka
- Studia I stopnia inżynierskie – 7 semestrów, w specjalnościach:
  - elektroenergetyka
  - maszyny i urządzenia w energetyce

- Studia II stopnia magisterskie – 3 semestry, w specjalnościach:
  - elektroenergetyka
  - maszyny i urządzenia w energetyce

### Biocybernetyka i Inżynieria Biomedyczna
- Studia I stopnia inżynierskie – 7 semestrów, w specjalnościach:
  - elektronika biomedyczna

## Historia

### Lata 1951–1969
Jego historia sięga roku 1951, kiedy rozpoczęła swoją działalność Wojskowa Akademia Techniczna. W tamtych czasach w skład nowo utworzonej Uczelni wchodziło pięć fakultetów. Jednym z nich był Fakultet Łączności, którego zadaniem było kształcenie studentów w zakresie szeroko rozumianej elektrotechniki, łączności i radiotechniki. W skład Fakultetu Łączności wchodziła m.in. Katedra Radiotechniki Specjalnej, zajmująca się głównie techniką radiolokacyjną. W 1955 roku została ona przekształcona w samodzielny Fakultet Radiolokacji. W tym okresie kończący studia uzyskiwali tytuły inżyniera w specjalnościach: łączność radiowa, łączność przewodowa i radiotechnika specjalna. W roku 1957 w ramach łączenia zespołów dydaktycznych i naukowych pokrewnych specjalności połączono oba te fakultety. Powstała w ten sposób jednostka organizacyjna, która otrzymała pierwotnie nazwę Fakultetu Radiolokacji i Łączności, a od roku 1959 – Wydziału Elektroradiotechnicznego. Pierwszym komendantem – dziekanem Wydziału był płk prof. dr hab. inż. Włodzimierz Dulewicz.
W początkowym okresie istnienia WAT główny wysiłek kadry dydaktycznej ukierunkowany był na tworzenie bazy laboratoryjnej i sprzętowej, doskonalenie programów studiów i organizacji procesu dydaktycznego oraz podnoszenie kwalifikacji nauczycieli akademickich. Od 1957 roku rozpoczęto realizację pięcioletnich studiów magisterskich i czteroletnich studiów inżynierskich. Na przełomie lat pięćdziesiątych i sześćdziesiątych w związku z rozwojem i modernizacją Wojska Polskiego i coraz powszechniejszym wprowadzaniem na uzbrojenie urządzeń i systemów elektronicznych Wydział musiał stworzyć silną bazę szkoleniową. Kształcił on wtedy inżynierów i magistrów inżynierów w takich specjalnościach jak: łączność radiowa, łączność przewodowa, organizacja łączności (potem systemy łączności), radiotechniczne urządzenia artylerii p-lot, radiotechniczne urządzenia lotnicze oraz morskie, lotnicze urządzenia radionawigacyjne, radiolokacyjne urządzenia wojsk radiotechnicznych, eksploatacja rakiet p-lot, kierowanie rakietami p-lot, osprzęt samolotów, eksploatacja rakiet operacyjno-taktycznych, eksploatacja rakiet lotniczych, maszyny matematyczne, cybernetyka wojskowa. W miarę przekształceń organizacyjnych WAT i tworzenia nowych wydziałów (w 1968 roku powstały Wydział Uzbrojenia Rakietowego i Wydział Cybernetyki) Wydział Elektroradiotechniczny uległ również przeobrażeniom i zaprzestał szkolenia niektórych specjalności.

### Lata 1969–1985
W roku 1969 Wydział przyjął istniejącą do dziś nazwę Wydziału Elektroniki. W latach 1969–1985 komendantem Wydziału był płk prof. dr hab. inż. Kazimierz Dzięciołowski, późniejszy prorektor WAT ds. naukowych. Wydział, jako jeden z pierwszych w Akademii, przyjął strukturę instytutową (od 1968 roku). W roku 1976 rozpoczęto realizację jednolitych studiów magisterskich na kierunku telekomunikacja w specjalnościach: technika i urządzenia radiolokacyjne, rozpoznanie i przeciwdziałanie radiowe, urządzenia radiotechniczne samolotów i śmigłowców, budowa i eksploatacja systemów łączności, oraz na kierunku elektronika w specjalności urządzenia optoelektroniczne. W latach osiemdziesiątych wprowadzono studia magisterskie dla absolwentów Wyższych Szkół Oficerskich.

### Lata 1985–1996
W latach 1985–1993 obowiązki komendanta Wydziału sprawował gen. bryg. prof. dr hab. inż. Bogusław Smólski, który następnie został powołany na stanowisko dyrektora Departamentu Rozwoju i Wdrożeń MON, a w późniejszym okresie był doradcą Ministra Obrony Narodowej. W chwili obecnej zajmuje stanowisko Komendanta-Rektora Wojskowej Akademii Technicznej.
W latach 1993–1996 komendantem-dziekanem Wydziału był płk prof. dr hab. inż. Marek Amanowicz, który następnie objął stanowisko zastępcy komendanta WAT ds. naukowych.
Od roku 1994 powrócono do realizacji czteroletnich studiów inżynierskich i pięcioletnich studiów magisterskich. Było to związane z reorganizacją szkolnictwa wojskowego. Wydział przejął wtedy zadania rozwiązywanej Wyższej Szkoły Oficerskiej Wojsk Łączności i Wyższej Oficerskiej Szkoły Radiotechnicznej. W strukturze Wydziału powstała jednostka zamiejscowa – Katedra Eksploatacji Systemów Radiotechnicznych w Jeleniej Górze. Wydział zacieśnił współpracę w zakresie praktycznego szkolenia specjalistów z Centrum Szkolenia Łączności w Zegrzu oraz z Centrum Szkolenia Radiotechnicznego w Jeleniej Górze.

### Lata 1996 – czasy obecne
Od 6 grudnia 1996 r. komendantem-dziekanem Wydziału został płk dr hab. inż. Grzegorz Różański – profesor nadzwyczajny WAT. Wydział prowadzi studia inżynierskie i magisterskie, podyplomowe i doktoranckie na kierunku elektronika i telekomunikacja w 33 profilach dyplomowania w specjalnościach: łączność, radiolokacja, systemy radioelektroniczne, metrologia i optoelektronika. Do tej pory na studia dzienne przyjmowani byli wyłącznie kandydaci na żołnierzy zawodowych i żołnierze zawodowi na zapotrzebowanie Ministerstwa Obrony Narodowej, a na studia zaoczne, podyplomowe i doktoranckie żołnierze zawodowi WP oraz funkcjonariusze i pracownicy MSWiA. W związku z restrukturyzacją polskich Sił Zbrojnych i zmniejszonym zapotrzebowaniem na absolwentów w mundurach, Wojskowa Akademia Techniczna rozpoczęła stopniową transformację w nowoczesny, wojskowo-cywilny uniwersytet techniczny. Spowodowało to również istotne zmiany w składzie studentów Wydziału. Od 1998 roku uruchomiono studia podyplomowe i kursy specjalistyczne dla osób cywilnych, głównie dla pracowników Telekomunikacji Polskiej. W 1999 roku rozpoczęto realizację studiów zaocznych, a w 2002 roku również studiów dziennych dla szerokiej rzeszy studentów cywilnych.
W związku z kolejnym etapem restrukturyzacji polskich Sił Zbrojnych oraz modernizacji szkolnictwa wojskowego z dniem 1 stycznia 2003 r. Wydział utracił charakter wojskowy i przyjął zasady funkcjonowania podobne do obowiązujących w wydziałach krajowych politechnik cywilnych. Dotychczasowi wojskowi nauczyciele akademiccy w większości przeszli do rezerwy i kontynuują pracę naukowo-dydaktyczną w jednostkach organizacyjnych Wydziału. W ten sposób Wydział zachował w całości swe bogate doświadczenie oraz bazę laboratoryjną i wyposażenie. Zachowując możliwość kontynuowania kształcenia specjalistów dla potrzeb Sił Zbrojnych – w oparciu o kilkuletnie już doświadczenia w pracy ze studentami cywilnymi przygotował unowocześnione programy studiów dla specjalności cywilnych.
Programy studiów mają elastyczną strukturę i spełniają wymagania ustalone przez Ministerstwo Edukacji Narodowej i Sportu, a także przez Europejską Federację Narodowych Stowarzyszeń Inżynierskich (FEANI).
Rada Wydziału Elektroniki posiada uprawnienia do nadawania stopni naukowych w dziedzinie nauk technicznych w dyscyplinach elektronika i telekomunikacja: od roku 1972 – stopnia doktora, a od 1978 również stopnia naukowego doktora habilitowanego. Posiada również uprawnienia do występowania z wnioskiem o nadanie tytułu naukowego profesora.

## Osiągnięcia
Od początku swego istnienia Wydział prowadzi szeroką działalność naukową, w której do najważniejszych osiągnięć należy zaliczyć:
- rozwój techniki kwantowej oraz zbudowanie pierwszego w Polsce lasera gazowego i rubinowego (1963-1965); opracowanie i zastosowanie w praktyce klinicznej laserowego koagulatora oka;
- rozwój techniki komputerowej, głównie analogowej (1959-1963);
- skonstruowanie pierwszej w Polsce elektronicznej centrali telefonicznej w oparciu o licencyjny system E–10. Elektroniczne centrale EACT 200k i tzw. centrala wiejska ECBW zostały wdrożone do seryjnej produkcji i zainstalowane w garnizonach i cywilnych sieciach łączności. Ich jakość potwierdzają Złote Medale otrzymane na Międzynarodowych Targach Poznańskich w 1980 i 1988 r.;
- termograf mikrofalowy przeznaczony do pomiaru temperatury tkanek biologicznych w diagnostyce medycznej, głównie w onkologii, nagrodzony Srebrnym Medalem na Międzynarodowej Wystawie „Idee – Wynalazki – Nowe Produkty” w Norymberdze i Srebrnym Medalem na 23 Międzynarodowej Wystawie Wynalazków, Nowych Technologii i Produktów IEINPT’95 w Genewie;
- instrumentarium chirurgiczne do leczenia skolioz kręgosłupa, szczególnie wczesnodziecięcych, wyróżnione Złotym Medalem ze specjalnym wyróżnieniem Jury na 44 Światowej wystawie Postępu, Wynalazczości i Racjonalizacji Przemysłu w Brukseli w 1995 r. i Brązowym Medalem na Salonie Wynalazczości w Genewie w 1996 r.;
- śmigłowcowy system rozpoznania radioelektronicznego PROCJON-2 – Nagroda Rektora WAT w 1995 r.;
- interpolacyjny licznik czasu o zakresie pomiarowym od 0 do 43 sekund i rozdzielczości 200 ps, wykonany na jednym układzie scalonym FPGA wielkiej skali integracji, nagrodzony Złotym Medalem z Wyróżnieniem na Światowej Wystawie Wynalazczości Eureka’97 w Brukseli;
- odbiornik rozpoznania radioelektronicznego MIZAR nagrodzony na VI Międzynarodowym Salonie Przemysłu Obronnego nagrodą DEFENDER’98;
- antena mikropaskowa na podłożu dielektrycznym do telefonu komórkowego o zmniejszonym promieniowaniu w kierunku głowy nagrodzona Złotym Medalem na Światowej Wystawie Wynalazczości Eureka’99 w Brukseli;
- zestaw do wizualizacji warstw pod powłokami farb i lakierów, wyróżniony Srebrnym Medalem na III Międzynarodowej Wystawie Wynalazków INNOWACJE 2000 i Złotym Medalem na Światowej Wystawie Innowacji, Badań Naukowych i Nowoczesnej Techniki EUREKA 2000 w Brukseli;
- uniwersalny demodulator cyfrowy wyróżniony Srebrnym Medalem na Salonie Wynalazczości w Brukseli w 2002 r.;
- wielospektralny pirometr podczerwieni do precyzyjnych pomiarów temperatury powierzchni wody morskiej wyróżniony Srebrnym Medalem na Międzynarodowej Wystawie Wynalazków, Nowej Techniki i Produktów w Genewie w 2002 r.;
- urządzenia do ćwiczeń rehabilitacyjnych i diagnostyki układów stawowo-mięśniowych (stawy kolanowe, łokciowe);
- układy elektroniki motoryzacyjnej;
- mierniki pikosekundowe odstępów czasu;
- prototypy urządzeń do wykrywania ludzi zasypanych;
- radarowy miernik bardzo małych odległości;
- radar geofizyczny do lokalizacji nieciągłości w złożach soli kamiennej;
- mikrokomputerowy system wspomagania procesu diagnozowania urządzeń elektronicznych;
- centrala telefoniczna dla potrzeb górnictwa;
- komputerowy system analizy i projektowania sieci radiokomunikacyjnych, z integracją usług w systemach łączności wewnątrzobiektowej;
- urządzenia transmisji danych umożliwiające szybkie i wierne przesyłanie informacji w sieciach radiowych i liniach przewodowych;
- komputerowy system doradczy inżyniera eksploatacji osprzętu śmigłowca W-3.

## Absolwenci
- gen. Wiesław Kukuła
- gen. dyw. Karol Dymanowski
- gen. dyw. Karol Molenda
- gen. bryg. Janusz Sobolewski
- gen. bryg. Włodzimierz Nowak
- gen. bryg. Wojciech Wojciechowski
- gen. bryg. Bogusław Smólski
- gen. bryg. prof. dr hab. inż. Przemysław Wachulak
- gen. bryg. Robert Drozd
- gen. bryg. Artur Kuptel
- gen. bryg. Krzysztof Zielski